# Przemysław Branny
Przemysław Branny (* 24. prosince 1970 Český Těšín) je polský herec a zpěvák.
Ukončil Základní školu a Gymnázium s polským jazykem vyučovacím v Českém Těšíně. Jako dítě hrál v Polské scéně Těšínského divadla několik hlavních rolí.
V letech 1989–1993 studoval na Státní vyšší divadelní škole (Państwowa Wyższa Szkoła Teatralna) Ludwika Sokolského v Krakově. Studia ukončil absolventskými představeními pod vedením Jerzyho Stuhra a Krystiana Lupy.

## Divadlo
Na divadelním jevišti debutoval ve věku osmi let rolí Vavřince v polské hře Černý Rafael a žlutý střevíc. Během studií hrál v hudebních představeních (Divadlo STU – Merkuciovo náměstí, Školní scéna – Údolí Ronsewal).
Je spjat s krakovským divadlem Teatr Bagatela, v němž si mimo jiné zahrál roli Kantora v představení Kejklíř z Lublinu (režie. Jan Szturmiej), roli Perchika ve hře Šumař na střeše (režie. Jan Sztumiej) a postavu Dicka v muzikálu Tajná zahrada (režie. J. Szydłowski). Objevuje se i ve vážných rolích. Hrál Malcoma v Shakespearově Hamletovi, Andreje v Čechovových Třech sestrách apod.
Kooperuje také s jinými divadly, např. s Hudebním divadlem v Gliwicích nebo Lidovým divadlem v Krakově.

## Hudba
Vystupuje po celém Polsku s vlastním hudebním programem nebo jako sólista na estrádních koncertech.
Od roku 1992 spolupracuje s kabaretem Loch Camelot, s nímž nahrál několik televizních pořadů. Je jednou z hlavních osobností koncertů věnovaných židovským písním s názvem „Pieśń o Złotej Krainie“.
Byl hostem mnoha hudebních a zábavných pořadů vysílaných Polskou televizí.
Vystupoval se svými recitály (Pteromania – 1995, Że ty, że ja je t'aime – 1997). Zpívá na koncertech filmové a divadelní hudby Zygmunta Knieczného – Noc listopadowa, Serce moje gram (Stanisław Wyspiański), Norwid bezdomny-Bal (C.K. Norwid), Litania Polska (Jan Twardowski).

## Film
V roce 1993 si zahrál jednu z hlavních rolí ve filmu Smrt jako skrojek chleba v režii Kazimierze Kutze.

## Ocenění
- 1993: Przegląd Piosenki Aktorskiej we Wrocławiu – II cena
- 1994: Festiwal Piosenki Polskiej w Opolu
- 2005: Festiwal Jednki w Sopocie: Przebój Lata Jedynki
- 2007: TOPtrendy 2007 – I cena